# You've Got Mail
You've Got Mail is een Amerikaanse romantische komedie uit 1998 onder regie van Nora Ephron. Zij schreef het scenario samen met haar zus Delia Ephron en Miklós László, geïnspireerd door het plot uit de film The Shop Around the Corner (1940). Meg Ryan werd voor haar hoofdrol als Kathleen Kelly genomineerd voor onder meer een Golden Globe, een American Comedy Award en Golden Satellite Award. De film bracht ongeveer 250 miljoen dollar op, waarvan circa 115 miljoen in de Verenigde Staten en 135 miljoen in de rest van de wereld.
De film is opgenomen in de Upper West Side, een wijk van Manhattan (New York).

## Verhaal
Kathleen Kelly (Meg Ryan) is de eigenaresse van een kleine boekhandel, genaamd 'The Shop Around The Corner', die ze heeft overgenomen van haar moeder. Joe Fox (Tom Hanks) runt daarentegen het bedrijf van zijn familie, een grote winkelketen genaamd 'Fox Books'. Wanneer Fox Books uitbreidt naar het westen, dreigt het The Shop Around the Corner te verdringen. Kelly en Fox vechten daarom een verhitte strijd uit. Wat ze allebei niet weten, is dat de opbloeiende romance die ze ondertussen achter schuilnamen beleven via de e-mail, met elkaar is.

## Rolverdeling
| Acteur              | Personage          |
| ------------------- | ------------------ |
| Hoofdrollen         |                    |
| Tom Hanks           | Joe Fox            |
| Meg Ryan            | Kathleen Kelly     |
| Greg Kinnear        | Frank Navasky      |
| Parker Posey        | Patricia Eden      |
| Jean Stapleton      | Birdie Conrad      |
| Dave Chappelle      | Kevin Jackson      |
| Steve Zahn          | George Pappas      |
| Bijrollen           |                    |
| Heather Burns       | Christina Plutzker |
| Dabney Coleman      | Nelson Fox         |
| John Randolph       | Schuyler Fox       |
| Deborah Rush        | Veronica Grant     |
| Hallee Hirsh        | Annabelle Fox      |
| Jeffrey Scaperrotta | Matthew Fox        |
| Cara Seymour        | Gillian Quinn      |

## Filmmuziek
You've Got Mail bevat een reeks liedjes die samen uitkwamen op een album dat in december 1998 verscheen. De filmmuziek omvat een mix van klassieke nummers uit de jaren zestig en zeventig, samen met nieuwe, originele opnames en covers.

### Nummers
1. The Puppy Song - Harry Nilsson
2. Dreams - The Cranberries
3. Splish Splash - Bobby Darin
4. Dummy Song - Louis Armstrong
5. Remember - Harry Nilsson
6. Dream - Roy Orbison
7. Rockin' Robin - Bobby Day
8. Lonely at the Top - Randy Newman
9. Signed Sealed Delivered, I'm Yours - Stevie Wonder
10. I Guess the Lord Must Be In New York City - Sinead O'Connor
11. Over the Rainbow - Harry Nilsson
12. Anyone at All - Carole King
13. I'm Gonna Sit Right Down and Write Myself a Letter - Billy Williams
14. Suite from "You've Got Mail" - George Fenton
15. You Made Me Love You - Jimmy Durante

## Achtergrond
De film werd in 1998 door Warner Brothers onder relatief grote media-aandacht uitgebracht. Er bestonden van begin af aan hoge verwachtingen van de productie, gebaseerd op het feit dat acteurs Tom Hanks en Meg Ryan werden gekoppeld, wat al eerder tot succes had geleid in films als Joe Versus the Volcano (1990) en Sleepless in Seattle (1993).